# 봄바디어 제피로
봄바디어 제피로(영어: Bombardier Zefiro)는 유럽 봄바디어 트랜스포테이숀에서 개발한  고속열차로 중화인민공화국의 철도 기업인 중화인민공화국 철도부의 발주로 개발되었다. 현재 운용하고 있는 회사는 중화인민공화국의 철도 기업인 중화인민공화국 철도부, 이탈리아의 철도 기업인 트랜이탈리아가 운용하고 있다.

## 개요
봄바디어 트랜스포테이숀이 제작하고 보급하는 고속열차 라입업으로 2009년부터 제작하기 시작했다. 2005년부터 개발이 시작되었고 최초로 입찰한 회사는 중화인민공화국 철도부에서 입찰을 했다. 기술 개발을 통해 최고 영업 속도가 380km까지 달성했다.

## 세부 모델

### 제피로 250
2009년부터 도입이 시작된 열차로 봄바디어 레지나를 베이스로 만든 열차다. 최고 영업 속도는 250km/h로 중화인민공화국 지형 특성상 침대차를 운행하고 있다. 2010년에 중화인민공화국 철도부가 40편성을 추가 발주했고 2012년 9월에 계약이 변경되면서 60편성을 추가로 발주했다.
봄바디어가 알스톰에 인수된 이후로는 (아벨리아 스트림) 에 편입되었다.

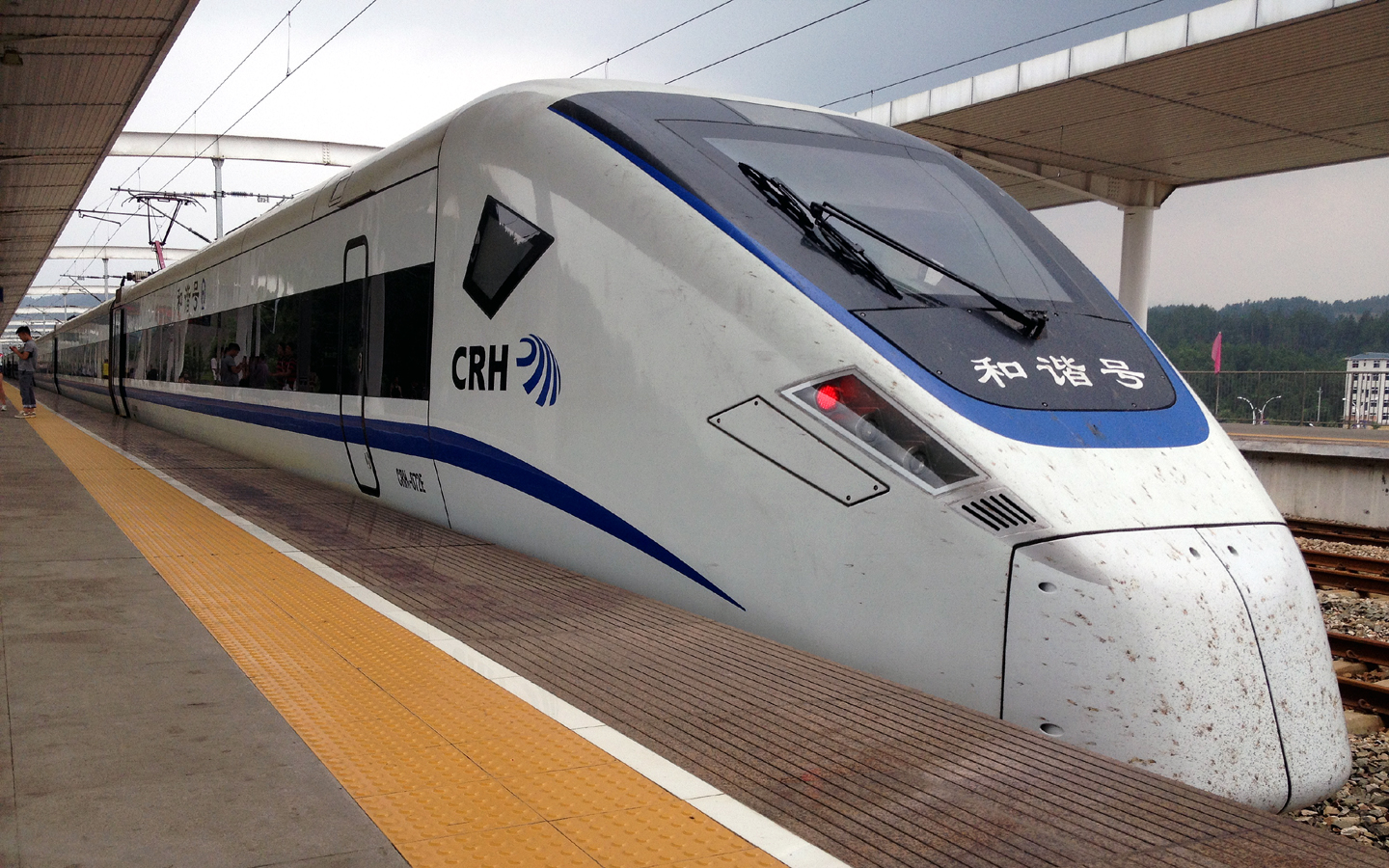
제피로 250 선두부

### 제피로 300
기존 제피로 250과 달리 최고 영업 속도 300km/h를 달성했으며 이탈리아의 철도 제작 기업인 안살도브레다와 합작으로 제작하면서 최고 영업 속도 360km/h를 달성했다. 2013년에 최초로 도입을 했고 2015년부터 프레시아로사 1000이란 이름으로 영업을 시작했다.
봄바디어를 알스톰이 인수한 이후, 2020년부터 2021년까지는 알스톰과 히타치 레일 이탈리아가 공동으로 생산하였으나, 2021년 이후로는 알스톰에서의 생산을 종료하고 히타치 레일 이탈리아가 단독으로 생산하고 있다. 현재 '제피로' 명칭을 사용하는 유일한 라인업이다.

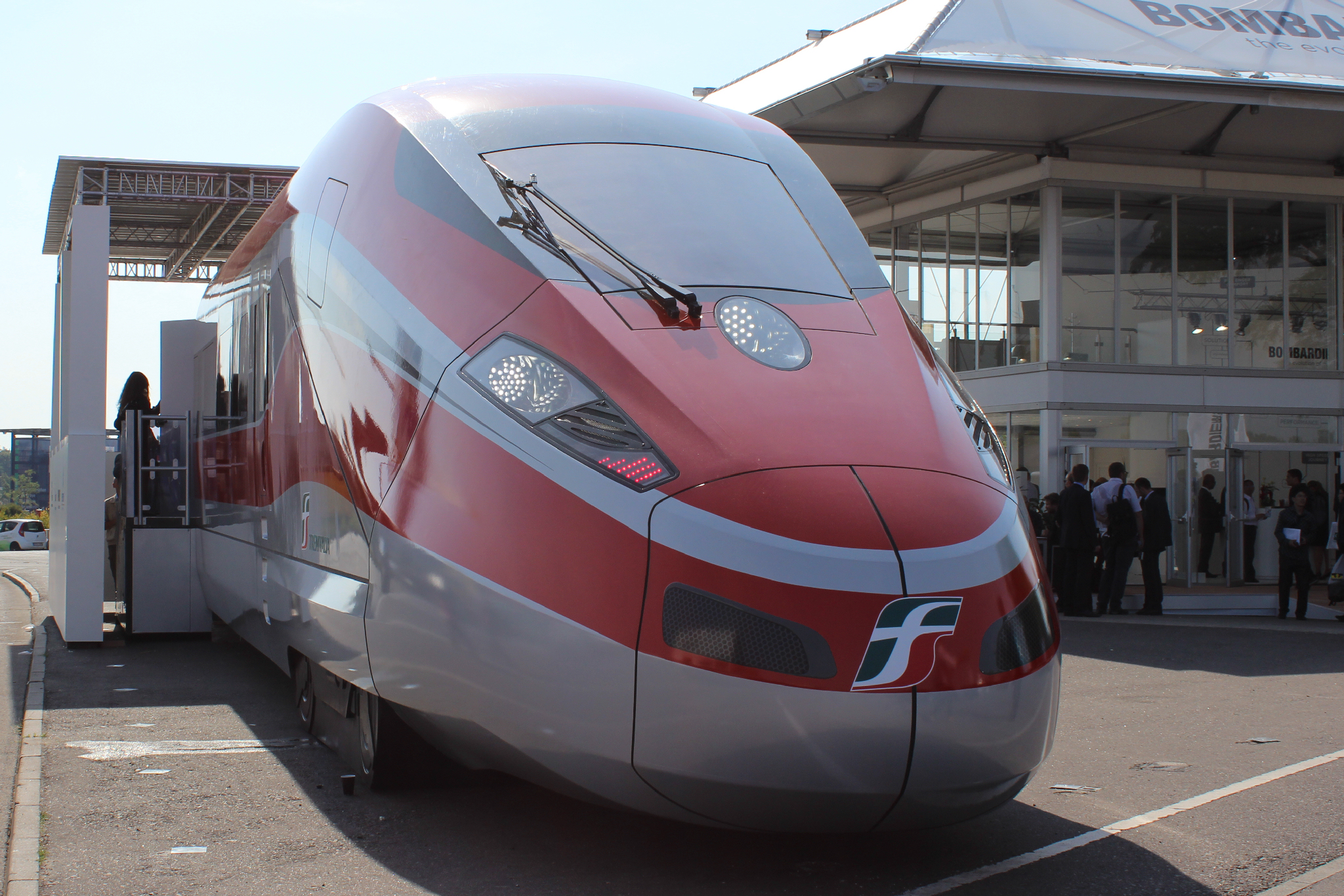
프레시아로사 1000 선두부

### 제피로 380
2014년에 영업 시작을 하고 있으며, 최고 영업 속도 380km/h를 목표로 하고 있는 고속철도 차량이다. 8량 편성의 경우 CRH380D 차량으로 기본이 되는 봄바디어 운송 회사의 제피로 380 실물 모형은 2010년 9월 독일 베를린에서 열린 이노트랜스 2010(InnoTrans)에 전시되었으며, 2012년에 첫번째 양산차가 완성되었다.

제피로 250과 마찬가지로  봄바디어가 알스톰에 인수된 이후로는 (아벨리아 스트림) 에 편입되었다.

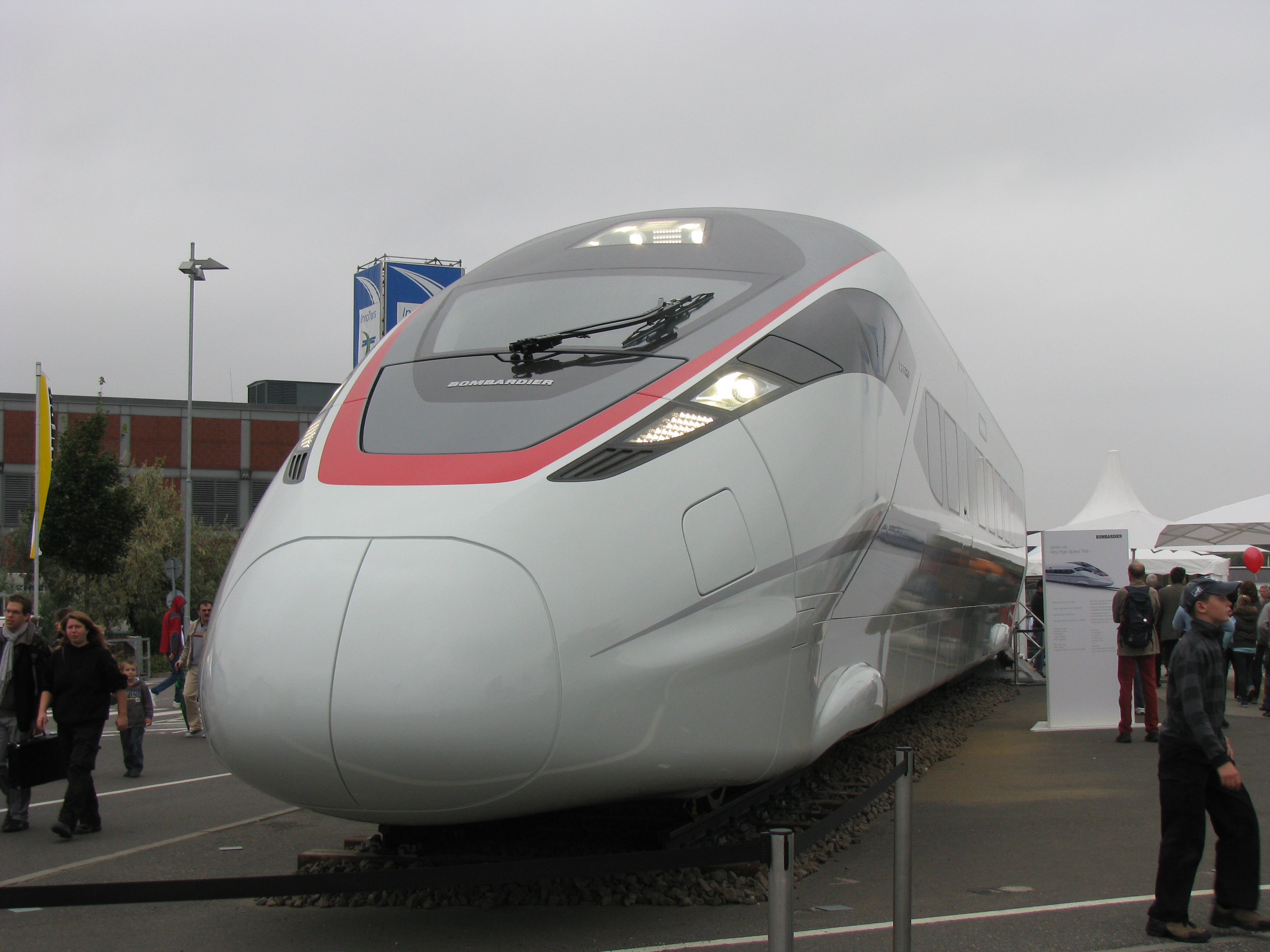
이노트랜스 2010에 전시된 실물크기의 제피로 380 선두차
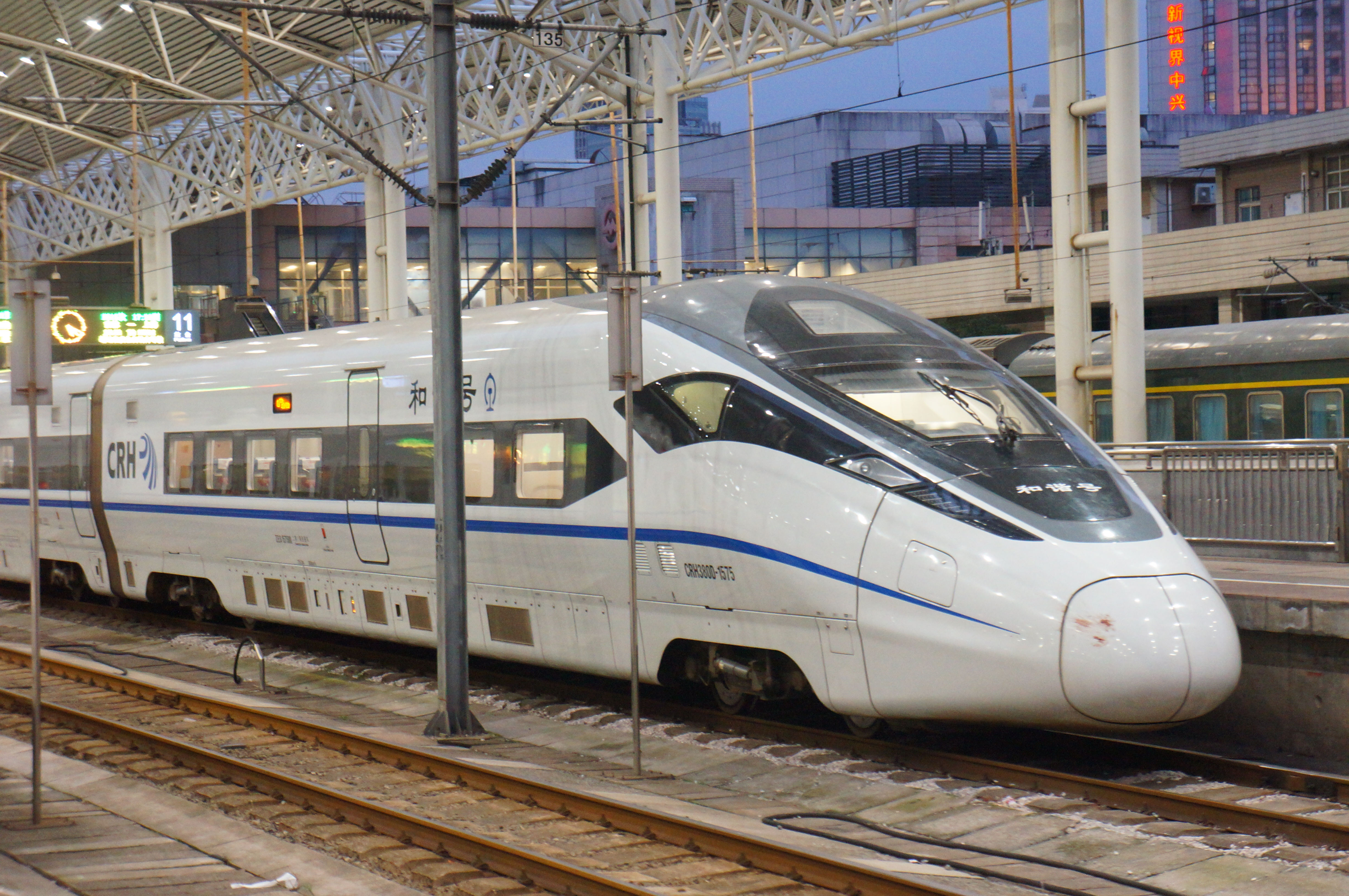
상하이 역의 CRH380D

## 같이 보기
- 중국고속철도 CRH1
- 지멘스 벨라로